# Nam Phân
Nam Phân (tiếng Trung: 南芬区, Hán Việt: Nam Phân khu) Là một quận của địa cấp thị Bản Khê, tỉnh Liêu Ninh, Cộng hòa Nhân dân Trung Hoa. Quận Nam Phân có diện tích 619 km2, dân số năm 2002 là 90.000 người. Quận này được chia thành 2 nhai đạo biện sự xứ: Thiết Sơn, Nam Phân; 1 trấn: Mã Đường; 1 hương: Nam Phân và 1 hương dân tộc Mãn Tư San Lĩnh.